# 권진
권진(權軫, 1357년 공민왕 6년~1435년 세종 17년)은 고려 말기 경상도 의창현령, 조선 전기 찬성, 이조판서, 우의정 등을 역임한 문신이다.

## 생애
본관은 안동(安東)이고 시호는 문경(文景)이다. 호는 독수와(獨樹窩)이다. 아버지는 감찰규정(監察糾正) 권희정(權希正)이다.